# Kardynałowie z nominacji Pawła III
Papież Paweł III (1534–1549) mianował 71 kardynałów na 12 konsystorzach:

## 18 grudnia 1534
1. Alessandro Farnese, wnuk papieża, biskup elekt Parmy – kardynał diakon S. Angelo in Pescheria, następnie kardynał diakon S. Lorenzo in Damaso (13 sierpnia 1535), kardynał prezbiter S. Lorenzo in Damaso (14 kwietnia 1564), kardynał biskup Sabiny (12 maja 1564), kardynał biskup Frascati (7 lutego 1565), kardynał biskup Porto e S. Rufina (9 lipca 1578), kardynał biskup Ostia e Velletri (5 grudnia 1580), zm. 2 marca 1589
2. Guido Ascanio Sforza, wnuk papieża, biskup elekt Montefiascone – kardynał diakon Ss. Vito e Modesto, następnie kardynał diakon S. Maria in Cosmedin (31 maja 1540), kardynał diakon S. Eustachio (10 grudnia 1540), kardynał diakon S. Maria in Via Lata (9 marca 1552), zm. 6 października 1564

## 21 maja 1535

### Nominacje jawne
Kościoły tytularne nadano 31 maja 1535.
1. Nikolaus von Schönberg OP, arcybiskup Kapui – kardynał prezbiter S. Sisto, zm. 7 września 1537
2. Girolamo Ghinucci, biskup Worchester – kardynał prezbiter S. Balbina, kardynał prezbiter S. Clemente (15 stycznia 1537), zm. 6 lipca 1541
3. Giacomo Simoneta, biskup Pesaro – kardynał prezbiter S. Ciriaco e Ss. Quirico e Giulitta, następnie kardynał prezbiter S. Apollinare (28 listopada 1537), zm. 1 listopada 1539
4. Jan Fisher, biskup Rochester – kardynał prezbiter S. Vitale, zm. 22 czerwca 1535
5. Jean du Bellay, biskup Paryża – kardynał prezbiter S. Cecilia, następnie kardynał prezbiter S. Pietro in Vincoli (26 października 1547), kardynał prezbiter S. Adriano (9 kwietnia 1548), kardynał prezbiter S. Crisogono (25 lutego 1549), kardynał biskup Albano (28 lutego 1550), kardynał biskup Frascati (29 listopada 1553), kardynał biskup Porto e S. Rufina (11 grudnia 1553), kardynał biskup Ostia e Velletri (29 maja 1555), zm. 16 lutego 1560
6. Gasparo Contarini – kardynał diakon S. Maria in Aquiro, następnie (15 września 1535) kardynał prezbiter S. Vitale (tytuł nadany 19 września 1535), kardynał prezbiter S. Balbina (15 stycznia 1537), kardynał prezbiter S. Apollinare (9 listopada 1539), kardynał prezbiter S. Prassede (15 lutego 1542), zm. 24 sierpnia 1542

### Sekretna nominacja ogłoszona 31 maja 1535
1. Marino Ascanio Caracciolo, biskup Katanii – kardynał diakon S. Maria in Aquiro (tytuł nadany 15 listopada 1535), zm. 28 stycznia 1538

## 22 grudnia 1536

### Nominacje jawne
1. Gian Pietro Carafa CRT, były arcybiskup Chieti – kardynał prezbiter S. Pancrazio (tytuł nadany 15 stycznia 1537), następnie kardynał prezbiter S. Sisto (24 września 1537), kardynał prezbiter S. Clemente (6 lipca 1541), kardynał prezbiter S. Maria in Trastevere (24 września 1543), kardynał biskup Albano (17 października 1544), kardynał biskup Sabiny (8 października 1546), kardynał biskup Frascati (28 lutego 1550), kardynał biskup Porto e S. Rufina (29 listopada 1553), kardynał biskup Ostia e Velletri (11 grudnia 1553), od 23 maja 1555 papież Paweł IV, zm. 18 sierpnia 1559
2. Giovanni Maria Ciocchi del Monte, arcybiskup Manfredonii – kardynał prezbiter S. Vitale (tytuł nadany 15 stycznia 1537), następnie kardynał prezbiter S. Prassede (11 października 1542), kardynał biskup Palestriny (5 października 1543), od 7 lutego 1550 papież Juliusz III, zm. 23 marca 1555
3. Ennio Filonardi, biskup Veroli – kardynał prezbiter S. Angelo in Pescheria (tytuł nadany 15 stycznia 1537), następnie kardynał biskup Albano (8 października 1546), zm. 19 grudnia 1549
4. Jacopo Sadoleto, biskup Carpentras – kardynał prezbiter S. Callisto (tytuł nadany 15 stycznia 1537), następnie kardynał prezbiter S. Balbina (11 maja 1545), kardynał prezbiter S. Pietro in Vincoli (27 listopada 1545), zm. 19 października 1547
5. Cristoforo Giacobazzi, biskup Cassano, papieski datariusz – kardynał prezbiter S. Anastasia (tytuł nadany 15 stycznia 1537), następnie kardynał prezbiter S. Eustachio (6 września 1537), zm. 7 października 1540
6. Charles de Hémard de Denonville, biskup Mâcon – kardynał prezbiter S. Matteo in Merulana (tytuł nadany 15 stycznia 1537), zm. 23 sierpnia 1540
7. Rodolfo Pio di Carpi, biskup Faenzy – kardynał prezbiter S. Pudenziana (tytuł nadany 23 lipca 1537), następnie kardynał prezbiter S. Prisca (28 listopada 1537), kardynał prezbiter S. Clemente (24 września 1543), kardynał prezbiter S. Maria in Trastevere (17 października 1544), kardynał biskup Albano (29 listopada 1553), kardynał biskup Frascati (11 grudnia 1553), kardynał biskup Porto e S. Rufina (29 maja 1555), kardynał biskup Ostia e Velletri (18 maja 1562), zm. 2 maja 1564
8. Reginald Pole, protonotariusz apostolski – kardynał diakon Ss. Nereo ed Achilleo (tytuł nadany 15 stycznia 1537), następnie kardynał diakon Ss. Vito e Modesto (31 maja 1540), kardynał diakon S. Maria in Cosmedin (10 grudnia 1540), kardynał prezbiter S. Maria in Cosmedin (11 grudnia 1555), zm. 19 listopada 1558
9. Rodrigo Luis de Borja y de Castre-Pinós, krewny Aleksandra VI – kardynał diakon S. Nicola in Carcere (tytuł nadany 15 stycznia 1537), zm. 6 sierpnia 1537

### Sekretne nominacje ogłoszone 13 marca 1538
1. Girolamo Aleandro, arcybiskup Brindisi e Oria – kardynał prezbiter S. Ciriaco e Ss. Quirico e Giulitta (tytuł nadany 13 marca 1538), następnie kardynał prezbiter S. Crisogono (20 marca 1538), zm. 1 lutego 1542
2. Niccolò Caetani, protonotariusz apostolski – kardynał diakon S. Nicola in Carcere (tytuł nadany 12 listopada 1538), następnie kardynał diakon S. Eustachio (9 marca 1552), kardynał prezbiter S. Eustachio (ok. 1564), zm. 1 maja 1585

## 18 października 1538
1. Pedro Sarmiento, arcybiskup Santiago de Compostela – kardynał prezbiter Ss. XII Apostoli (tytuł nadany 15 listopada 1538), zm. 13 października 1541

## 20 grudnia 1538

### Nominacje jawne
1. Juan Álvarez de Toledo OP, biskup Burgos – kardynał prezbiter S. Maria in Portico (tytuł nadany 4 maja 1541), następnie kardynał prezbiter S. Sisto (6 lipca 1541), kardynał prezbiter S. Clemente (24 stycznia 1547), kardynał prezbiter S. Pancrazio (4 grudnia 1551), kardynał prezbiter S. Maria in Trastevere (20 listopada 1553), kardynał biskup Albano (11 grudnia 1553), kardynał biskup Frascati (29 maja 1555), zm. 15 września 1557
2. Pedro Fernández Manrique, biskup Kordoby – kardynał prezbiter Ss. Giovanni e Paolo (tytuł nadany 21 maja 1540), zm. 7 października 1540
3. Robert de Lénoncourt, biskup Châlons – kardynał prezbiter S. Anastasia (tytuł nadany w październiku 1540), następnie kardynał prezbiter S. Apollinare (10 października 1547), kardynał prezbiter S. Cecilia (11 grudnia 1555), kardynał biskup Sabiny (13 marca 1560), zm. 4 lutego 1561
4. David Beaton, biskup Mirepoix – kardynał prezbiter S. Stefano in Monte Celio (tytuł nadany 9 września 1539), zm. 19 maja 1546

### Sekretna nominacja ogłoszona 5 marca 1539
1. Ippolito d’Este, arcybiskup elekt Mediolanu – kardynał diakon S. Maria in Aquiro (tytuł nadany 10 listopada 1539), następnie kardynał prezbiter S. Maria in Aquiro (1 marca 1564), kardynał prezbiter S. Maria in Via Lata (8 października 1564), ponownie kardynał prezbiter S. Maria in Aquiro (8 grudnia 1564), kardynał prezbiter S. Maria Nuova (13 kwietnia 1565), zm. 2 grudnia 1572

### Sekretna nominacja ogłoszona 19 marca 1539
1. Pietro Bembo OSIoHieros (nominacja in pectore, publikacja 19 marca 1539) – kardynał diakon S. Ciriaco e Ss. Quirico e Giulitta (tytuł nadany 10 listopada 1539), następnie kardynał prezbiter S. Crisogono (15 lutego 1542), kardynał prezbiter S. Clemente (17 października 1544), zm. 19 stycznia 1547

## 19 grudnia 1539

### Nominacje jawne
1. Federico Fregóso, arcybiskup Gubbio – kardynał prezbiter Ss. Giovanni e Paolo (tytuł nadany 4 lutego 1541), zm. 11 listopada 1541.
2. Pierre de la Baume, biskup Genewy – kardynał prezbiter Ss. Giovanni e Paolo (tytuł nadany 21 listopada 1541), następnie kardynał prezbiter bez tytułu (12 czerwca 1542) i ponownie kardynał prezbiter Ss. Giovanni e Paolo (6 listopada 1542)[1], zm. 4 maja 1544.
3. Antoine Sanguin de Meudon, biskup Orleanu – kardynał prezbiter S. Maria in Portico (tytuł nadany 15 lipca 1541), następnie kardynał prezbiter S. Crisogono (28 lutego 1550). zm. 25 listopada 1559.
4. Uberto Gambara, biskup Tortony – kardynał prezbiter S. Silvestro in Capite (tytuł nadany 28 stycznia 1540), następnie kardynał prezbiter S. Silvestro e Martino (23 marca 1541), kardynał prezbiter S. Apollinare (15 lutego 1542), kardynał prezbiter S. Crisogono (17 października 1544), zm. 14 lutego 1549.
5. Pierpaolo Parisio, biskup Nusco, audytor Kamery Apostolskiej – kardynał prezbiter S. Balbina (tytuł nadany 28 stycznia 1540), zm. 9 maja 1545.
6. Marcello Cervini, biskup Nicastro – kardynał prezbiter S. Croce in Gerusalemme (tytuł nadany 5 listopada 1540), od 9 kwietnia 1555 papież Marceli II, zm. 1 maja 1555
7. Bartolomeo Guidiccioni, biskup Teramo, wikariusz generalny Rzymu – kardynał prezbiter S. Cesareo in Palatio (tytuł nadany 28 stycznia 1540), następnie kardynał prezbiter S. Prisca (24 września 1543), zm. 4 listopada 1549.
8. Ascanio Parisani, biskup Rimini – kardynał prezbiter S. Pudenziana (tytuł nadany 28 stycznia 1540), zm. 3 kwietnia 1549.
9. Dionisio Laurerio OSM, generał zakonu serwitów – kardynał prezbiter S. Marcello (tytuł nadany 28 stycznia 1540), zm. 17 września 1542.
10. Enrique de Borja y Aragón, krewny Aleksandra VI, biskup elekt Squillace – kardynał diakon Ss. Nereo ed Achilleo (tytuł nadany 31 maja 1540), zm. 16 września 1540.
11. Giacomo Savelli, protonotariusz apostolski – kardynał diakon S. Lucia in Septisolio (tytuł nadany 16 kwietnia 1540), następnie kardynał diakon Ss. Cosma e Damiano (8 stycznia 1543), kardynał diakon S. Nicola in Carcere (9 marca 1552), kardynał diakon S. Maria in Cosmedin (16 grudnia 1558), kardynał prezbiter S. Maria in Cosmedin (19 stycznia 1560), kardynał prezbiter S. Maria in Trastevere (8 kwietnia 1573), kardynał biskup Sabiny (31 lipca 1577), kardynał biskup Frascati (9 lipca 1578), kardynał biskup Porto e S. Rufina (9 marca 1583), zm. 5 grudnia 1587.

### Sekretna nominacja ogłoszona 2 grudnia 1541
1. Miguel da Silva, biskup Viseu – kardynał prezbiter Ss. XII Apostoli (tytuł nadany 6 lutego 1542), następnie kardynał prezbiter S. Prassede (5 października 1543), kardynał prezbiter bez tytułu (4 grudnia 1551), kardynał prezbiter S. Marcello (27 czerwca 1552), kardynał prezbiter S. Pancrazio (29 listopada 1553), kardynał prezbiter S. Maria in Trastevere (11 grudnia 1553), zm. 5 czerwca 1556

## 2 czerwca 1542

### Nominacje jawne
1. Giovanni Girolamo Morone, biskup Modeny – kardynał prezbiter S. Vitale (tytuł nadany 16 października 1542), następnie kardynał prezbiter S. Stefano al Monte Celio (25 lutego 1549), kardynał prezbiter S. Lorenzo in Lucina (11 grudnia 1553), kardynał prezbiter S. Maria in Trastevere (12 czerwca 1556), kardynał biskup Albano (13 marca 1560), kardynał biskup Sabiny (10 marca 1561), kardynał biskup Palestriny (18 maja 1562), kardynał biskup Frascati (12 maja 1564), kardynał biskup Porto e S. Rufina (7 lutego 1565), kardynał biskup Ostia e Velletri (3 lipca 1570), zm. 1 grudnia 1580
2. Marcello Crescenzi, biskup Marsi, prefekt Sygnatury Brewe Apostolskich – kardynał prezbiter Ss. Giovanni e Paolo (tytuł nadany 12 czerwca 1542)[1], następnie kardynał prezbiter S. Marcello (6 listopada 1542), zm. 28 maja 1552
3. Giovanni Vincenzo Acquaviva d’Aragona, biskup Melfi, prefekt Zamku św. Anioła – kardynał prezbiter S. Silvestro e Martino (tytuł nadany 12 czerwca 1542), zm. 16 sierpnia 1546.
4. Pomponio Cecci, biskup Sutri e Nepi, wikariusz generalny Rzymu – kardynał prezbiter S. Ciriaco e Ss. Quirico e Giulitta (tytuł nadany 12 czerwca 1542), zm. 4 sierpnia 1542
5. Roberto Pucci, biskup Pistoia – kardynał prezbiter Ss. Nereo ed Achilleo (tytuł nadany 12 czerwca 1542), następnie kardynał prezbiter Ss. IV Coronati (17 października 1544), zm. 17 stycznia 1547
6. Tommaso Badia OP, Mistrz Świętego Pałacu – kardynał prezbiter Ss. Silvestro in Capite (tytuł nadany 12 czerwca 1542), zm. 6 września 1547.
7. Gregorio Cortese OSB – kardynał prezbiter S. Ciriaco e Ss. Quirico e Giulitta (tytuł nadany 16 października 1542), zm. 21 września 1548.

### Sekretna nominacja ogłoszona 3 lipca 1542
1. Cristoforo Madruzzo, biskup Trydentu – kardynał prezbiter S. Cesareo in Palatio (tytuł nadany 9 stycznia 1545), następnie kardynał prezbiter S. Crisogono (16 stycznia 1560), kardynał prezbiter S. Maria in Trastevere (13 marca 1560), kardynał biskup Albano (14 kwietnia 1561), kardynał biskup Sabiny (18 maja 1562), kardynał biskup Palestriny (12 maja 1564), kardynał biskup Porto e S. Rufina (3 lipca 1570). zm. 5 lipca 1578

## 19 grudnia 1544
1. Gaspar de Ávalos de la Cueva, arcybiskup Composteli – kardynał prezbiter bez tytułu, zm. 2 listopada 1545
2. Francisco Mendoza de Bobadilla, biskup Coria – kardynał prezbiter S. Giovanni a Porta Latina (tytuł nadany 14 grudnia 1545?)[2], następnie kardynał prezbiter S. Eusebio (28 lutego 1550), zm. 1 grudnia 1566
3. Bartolomé de la Cueva y Toledo – kardynał prezbiter S. Matteo in Merulana (tytuł nadany 5 maja 1546), następnie kardynał prezbiter S. Bartolomeo all’Isola (4 grudnia 1551), kardynał prezbiter S. Croce in Gerusalemme (29 maja 1555), zm. 29 czerwca 1562
4. Georges d’Armagnac, biskup Rodez, ambasador króla Francji Franciszka I – kardynał prezbiter Ss. Giovanni e Paolo (tytuł nadany 9 stycznia 1545), następnie kardynał prezbiter S. Lorenzo in Lucina (12 czerwca 1556), kardynał prezbiter S. Nicola in Carcere (6 lipca 1562), zm. 10 lipca 1585
5. Jacques d’Annebaut, biskup Lisieux – kardynał prezbiter S. Bartolomeo all’Isola (tytuł nadany 7 listopada 1547), następnie kardynał prezbiter S. Susanna (28 listopada 1547), zm. 6 czerwca 1557.
6. Otto Truchsess von Waldburg, biskup Augsburga – kardynał prezbiter S. Balbina (tytuł nadany 27 listopada 1545), następnie kardynał prezbiter S. Maria in Trastevere (14 kwietnia 1561), kardynał biskup Albano (18 maja 1562), kardynał biskup Sabiny (12 kwietnia 1570), kardynał biskup Palestriny (3 lipca 1570), zm. 2 kwietnia 1573
7. Andrea Cornaro, biskup elekt Brescii – kardynał diakon S. Teodoro (tytuł nadany 9 stycznia 1545), następnie kardynał diakon S. Maria in Domnica (27 czerwca 1550), zm. 30 stycznia 1551.
8. Francesco Sfondrati, arcybiskup Amalfi – kardynał prezbiter Ss. Nereo ed Achilleo (tytuł nadany 2 marca 1545), następnie kardynał prezbiter S. Anastasia (10 października 1547), zm. 31 lipca 1550.
9. Federico Cesi, biskup Todi – kardynał prezbiter S. Pancrazio (tytuł nadany 9 stycznia 1545), następnie kardynał prezbiter S. Prisca (28 lutego 1550), kardynał biskup Palestriny (20 września 1557), kardynał biskup Frascati (18 maja 1562), kardynał biskup Porto e S. Rufina (12 maja 1564), zm. 28 stycznia 1565
10. Durante Duranti, biskup Cassano – kardynał prezbiter Ss. XII Apostoli (tytuł nadany 9 stycznia 1545), zm. 24 grudnia 1558
11. Niccolò Ardinghelli, biskup Fossombrone – kardynał prezbiter S. Apollinare (tytuł nadany 9 stycznia 1545), zm. 23 sierpnia 1547
12. Girolamo Recanati Capodiferro, biskup elekt Saint-Jean de Maurienne – kardynał diakon S. Giorgio in Velabro (tytuł nadany 9 stycznia 1545), zm. 1 grudnia 1559.
13. Tiberio Crispi, biskup elekt Sessa Aurunca – kardynał diakon S. Agata alla Suburra (tytuł nadany 9 stycznia 1545), następnie kardynał prezbiter S. Agata alla Suburra (20 listopada 1551), kardynał prezbiter S. Maria in Trastevere (18 maja 1562), kardynał biskup Sabiny (7 listopada 1565), zm. 6 października 1566

## 16 grudnia 1545
1. Pedro Pacheco de Villena, biskup Jaén – kardynał prezbiter S. Balbina (tytuł nadany 10 marca 1550), następnie kardynał biskup Albano (20 września 1557), zm. 5 marca 1560
2. Georges d’Amboise, arcybiskup Rouen – kardynał prezbiter Ss. Marcellino e Pietro (tytuł nadany 28 lutego 1550), zm. 25 sierpnia 1550.
3. Henryk z Portugalii, brat króla Portugalii Jana III, arcybiskup Evory – kardynał prezbiter Ss. IV Coronati (tytuł nadany 24 stycznia 1547), zm. 31 stycznia 1580
4. Ranuccio Farnese OSIoHieros, wnuk papieża, administrator archidiecezji Neapolu – kardynał diakon S. Lucia in Silice (tytuł nadany 5 maja 1546), następnie kardynał diakon S. Angelo in Pescheria (8 października 1546), kardynał prezbiter S. Angelo in Pescheria (1547), kardynał biskup Sabiny (7 lutego 1565), zm. 29 października 1565

## 27 lipca 1547

### Nominacja jawna
1. Charles de Lorraine-Guise, arcybiskup Reims – kardynał prezbiter S. Cecilia (tytuł nadany 4 listopada 1547), następnie kardynał prezbiter S. Apollinare (11 grudnia 1555), zm. 26 grudnia 1574

### Sekretna nominacja ogłoszona 9 stycznia 1548
1. Giulio Feltre della Rovere, komendatariusz opactwa St.-Victor, brat księcia Urbino Guidobaldo – kardynał diakon S. Pietro in Vincoli (tytuł nadany 9 kwietnia 1548), następnie kardynał prezbiter S. Pietro in Vincoli (15 lutego 1566), kardynał biskup Albano (12 kwietnia 1570), kardynał biskup Sabiny (3 lipca 1570), kardynał biskup Palestriny (8 kwietnia 1573), zm. 3 września 1578

## 9 stycznia 1548
1. Charles de Bourbon-Vendôme, biskup elekt Saintes – kardynał diakon S. Sisto (tytuł nadany 25 lutego 1549), następnie kardynał prezbiter S. Sisto (20 listopada 1551), kardynał prezbiter S. Crisogono (15 lutego 1561), zm. 9 maja 1590

## 8 kwietnia 1549
Kościoły tytularne nadano nominatom 10 maja 1549.
1. Girolamo Veralli, arcybiskup Rossano – kardynał prezbiter Ss. Silvestro e Martino, następnie kardynał prezbiter S. Marcello (29 listopada 1553), zm. 10 października 1555
2. Giovanni Angelo Medici, arcybiskup Raguzy, wicelegat w Perugii – kardynał prezbiter S. Pudenziana, następnie kardynał prezbiter S. Anastasia (1 września 1550), kardynał prezbiter S. Pudenziana (23 marca 1552), kardynał prezbiter S. Stefano al Monte Celio (11 grudnia 1553), kardynał prezbiter S. Prisca (20 września 1557), od 25 grudnia 1559 papież Pius IV, zm. 9 grudnia 1565
3. Filiberto Ferrero, biskup Ivrei – kardynał prezbiter S. Vitale, zm. 14 sierpnia 1549.
4. Bernardino Maffei, biskup elekt Massa Marittima – kardynał prezbiter S. Ciriaco e Ss. Quirico e Giulitta, zm. 16 lipca 1553